# Floriana Football Club 2022-2023
Questa voce raccoglie le informazioni riguardanti il Floriana Football Club nelle competizioni ufficiali della stagione 2022-2023.

## Maglie e sponsor
| Casa | Trasferta |

Sponsor ufficiale: Harmont & Blaine

Fornitore tecnico: Joma

## Rosa

### Rosa 2022-2023
Aggiornata al 3 marzo 2023.
| N. |                      | Ruolo | Calciatore         |
| -- | -------------------- | ----- | ------------------ |
| 1  | Malta (bandiera)     | P     | Duncan Formosa     |
| 2  | Malta (bandiera)     | D     | Adam Magri Overend |
| 4  | Tunisia (bandiera)   | D     | Oualid El Hasni    |
| 5  | Malta (bandiera)     | D     | Zachary Cassar     |
| 8  | Giamaica (bandiera)  | C     | Kemar Reid         |
| 10 | Argentina (bandiera) | C     | Ulises Arias       |
| 11 | Malta (bandiera)     | C     | James Scicluna     |
| 17 | Malta (bandiera)     | D     | Owen Spiteri       |
| 20 | Argentina (bandiera) | C     | Matías García      |
| 21 | Malta (bandiera)     | A     | Mattia Veselji     |

| N. |                      | Ruolo | Calciatore              |
| -- | -------------------- | ----- | ----------------------- |
| 24 | Italia (bandiera)    | C     | Lorenzo De Grazia       |
| 25 | Italia (bandiera)    | D     | Lorenzo Trillò          |
| 26 | Serbia (bandiera)    | A     | Alen Melunović          |
| 28 | Argentina (bandiera) | D     | Emiliano Callegari      |
| 30 | Malta (bandiera)     | C     | Jan Busuttil            |
| 33 | Bulgaria (bandiera)  | P     | Georgi Kitanov          |
| 40 | Norvegia (bandiera)  | C     | Sindre Osestad          |
| 77 | Malta (bandiera)     | D     | Alejandro Garzia        |
|    | Malta (bandiera)     | A     | Carlo Zammit Lonardelli |